# Quelícer
Els quelícers són peces bucals dels quelicerats (Chelicerata), un subfílum d'artròpodes que inclou els aràcnids (Arachnida), els merostomats (Merostomata) i segurament també els picnogònids (Pycnogonida). Ocupen una posició anatòmica preoral (immediatament abans de la boca) i, per tant, no són homòlegs de les mandíbules dels mandibulats (crustacis, miriàpodes i insectes).
Els quelícers són apèndixs acabats en punta que s'utilitzen per processar l'aliment. A les aranyes estan associats a una glàndula verinosa i s'utilitzen per a inocular verí a les preses o com a mecanisme defensiu.

## Tipus de quelícers

A: quelícers en navalla; B: quelícers en tisora; C: quelícers triarticulats en pinça

Hi ha tres tipus de quelícers: quelícers en navalla, quelícers en tisora i quelícers de tres artells en pinça o quela.

### Quelícers en navalla
Aquest tipus de quelícers recorden una navalla plegable i poden considerar-se com a subquelats. Estan formats per dos artells i són exclusius dels tetrapulmonats (Tetrapulmonata). Tenen un artell basal que s'articula amb el prosoma i un artell apical en forma d'urpa que s'articula amb el basal.
Presenten dos formes diferents: ortognats i labidognats.
- Els quelícers ortognats s'articulen de tal manera que els permet moviments paral·lels a l'eix del cos. Aquest tipus de quelícers es presenta en araneids Mesothelae i Mygalomorphae i en els ordres amblipigis (Amblypygi), esquizòmids (Schizomida) i uropigis (Uropygi).
- Els quelícers labidognats es mouen en angle recte respecte a l'eix del cos; són característics d'araneids Araneomorphae.

### Quelícers en tisora
Els quelícers en tisora tenen forma de quela i estan formats per dos artells. Els presenten els ordres pseudoscorpins (Pseudoscorpionida) i solífugs (Solifugae).

### Quelícers de tres artells en pinça
Aquesta es considera la condició primitiva; es presenta als escorpins (Scorpiones) i opilions (Opiliones). A més, és present en altres quelicerats no aràcnids, com els xifosurs (Xiphosura) i els euriptèrids (Eurypterida†). Els quelífors dels picnogònids podrien ser homòlegs d'aquest tipus de quelícers.